# Bandera de Mèxic
La Bandera de Mèxic consisteix en un rectangle dividit en tres franges verticals de mesures idèntiques. És tricolor: verd, blanc i vermell. Al centre, s'hi troba l'Escut Nacional. La proporció entre l'ample i llarg de la bandera, és de quatre a set (4:7). Al llarg dels anys, la bandera ha canviat en diverses ocasions, tant en el disseny com en la proporció de les franges. Tanmateix, l'escut d'armes ha presentat gairebé sempre el mateix patró: una àguila sobre un cactus, devorant una serp. Generalment es considera com la primera bandera mexicana l'Estendard utilitzat pel mossèn Miguel Hidalgo y Costilla a l'inici de la guerra d'Independència, hi ha però qui considera també les banderes usades pels exèrcits asteques en el Mèxic Prehispànic. La Bandera de Mèxic és usada tant per entitats civils com governamentals, en guerra i en pau i tant en terra com en mar com en aire.

## Història

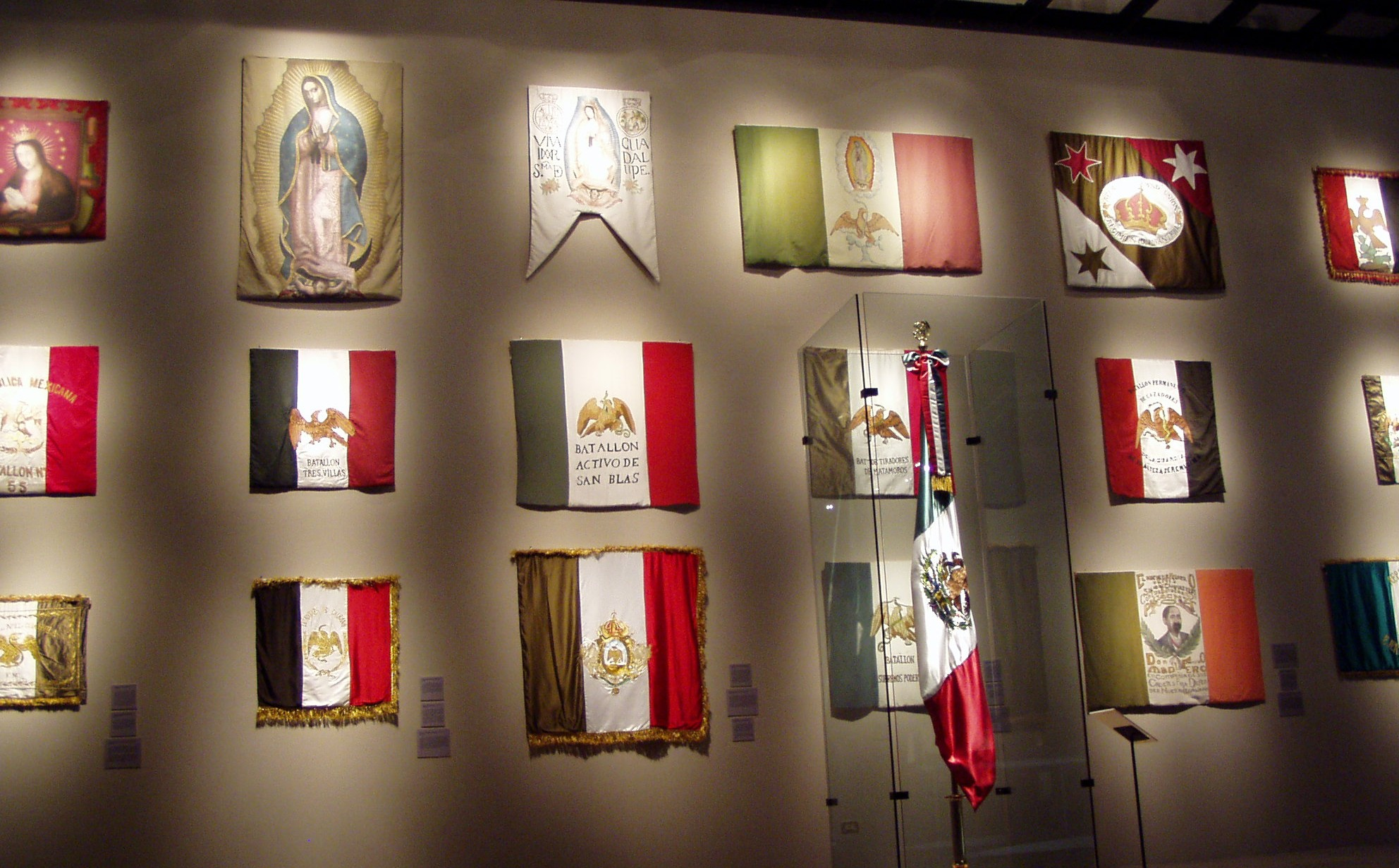
Museu de bandere.

L'ús d'estendards es remunta a l'època del Mèxic antic. Se sap que tant els asteques com els tlaxcalteques i els tepaneques utilitzaven estendards amb diferents símbols que els identificaven amb el seu governant o amb el seu estat. Es considera com a primer bandera pròpia de Mèxic aquella que va enarborar durant el Crit de la Independència Miguel Hidalgo i Costella el 1810: un estendard amb la imatge de la Verge de Guadalupe. El 1813, les forces insurgents van dissenyar una altra ensenya nacional: una Bandera de seda blanca, vorejada per una sanefa de quadres blaus i blancs, al centre dels quals hi havia una àguila posada sobre un cactus que tenia una corona imperial. Circumdant l'escut es llegia una llegenda en llatí que deia: Oculis et unguibus asqué victrix, que significa "Amb els ulls i les ungles, igualment victoriosa".
Durant el Primer Imperi Mexicà (1821-1823) es va decretar que les franges de la bandera havien de canviar de posició. A la franja blanca es va col·locar l'àguila solitària, amb les ales obertes i en posició frontal; mentre que el cap es va plasmar de perfil, lluint una corona imperial. Posteriorment, el 1823, el Congrés Constituent va decretar que l'escut de la Bandera Nacional es conformaria d'acord amb la tradició indígena, és a dir: l'Àguila de perfil i posada sobre un cactus, devorant el serp i sense la corona imperial, encara que posteriorment canviaria de posició.
L'escut nacional va canviar durant l'Imperi de Maximilià, quan es va adoptar una bandera que tenia l'àguila sota la corona imperial. Després de la caiguda de l'imperi i la restauració de la república, es va retornar a l'ús de la bandera anterior. El president Porfirio Díaz va ordenar que l'àguila es col·loqués frontalment i amb les ales esteses. L'escut seria transformat de bell nou per Venustiano Carranza, qui va disposar que l'Àguila es col·loqués de perfil esquerre i conservés les característiques amb les quals els asteques l'havien concebut quan van fundar la Gran Tenochtitlan. Addicionalment es va incloure un llaç tricolor que significa la unitat patriòtica i lliga les branques d'alzina i llorer. L'última modificació a la bandera es va realitzar poc abans dels Jocs Olímpics d'estiu de 1968 per fer ressaltar els colors i els detalls de l'àguila.

## Disseny i simbolisme

Revers.

Proporcions oficials de la bandera

Mèxic i Itàlia.

### Contingut de la bandera
L'escut central de la bandera està inspirat en la llegenda asteca sobre la Fundació de Tenochtitlan (actualment la ciutat de Mèxic). La llegenda explica que la tribu nòmada dels asteques va realitzar un llarg pelegrinatge, sense saber on edificar la seva ciutat quan el déu Huitzilopochtli els indicà que en el lloc on trobessin una àguila devorant una serp parada en un cactus seria el lloc on havien de construir-la. Després de moltes generacions de buscar aquest lloc, els asteques van trobar l'àguila a un petit illot del Llac de Texcoco. L'actual disseny de l'escut, que conté aquesta imatge, va ser creat per Francisco Eppens Helguera i aprovat pel president Gustavo Díaz Ordaz.
| « | Article 3; La Bandera Nacional consisteix en un rectangle dividit en tres franges verticals de mesures idèntiques, amb els colors en el següent ordre a partir de l'asta: verd, blanc i vermell. A la franja blanca i al centre, hi és l'Escut Nacional, amb un diàmetre de tres quartes parts de l'amplada de la franja. La proporció entre l'amplada i la longitud de la bandera, és de quatre a set. Podrà portar un llaç o corbata dels mateixos colors, al peu de la llança. | » |

### Significat dels colors
Els colors de la bandera provenen de la bandera de la Tres Garanties, amb el qual els exèrcits reialista i els insurgents van entrar victoriosos a la ciutat de Mèxic el 21 de setembre, 1821 en consumar-se la independència, encara que no seria utilitzada com a bandera del Mèxic independent. Tanmateix, els colors s'han conservat en tots els dissenys posteriors, tot i que la disposició diagonal va ser reemplaçada per la vertical. Com que l'article tercer de la "Llei Sobre l'escut, la bandera i l'Himne Nacional" no dona cap simbolisme oficial dels colors hi ha diferents versions quant al seu significat.
| Model de Color                   |         |         |         |         |         |         |         |         |         |         |         |         |
| CMYK (Cyan Magenta Yellow Black) | C       | M       | Y       | K       | C       | M       | Y       | K       | C       | M       | Y       | K       |
| CMYK (Cyan Magenta Yellow Black) | 87      | 35      | 77      | 23      | 0       | 0       | 0       | 0       | 0       | 92      | 82      | 19      |
| RGB (Red, Green, Blue)           | R       | G       | G       | B       | R       | G       | G       | B       | R       | G       | G       | B       |
| RGB (Red, Green, Blue)           | 0       | 104     | 104     | 71      | 255     | 255     | 255     | 255     | 206     | 17      | 17      | 38      |
| Pantone Inc                      | 3425c   | 3425c   | 3425c   | 3425c   | Safe    | Safe    | Safe    | Safe    | 186c    | 186c    | 186c    | 186c    |
| HTML                             | #006847 | #006847 | #006847 | #006847 | #FFFFFF | #FFFFFF | #FFFFFF | #FFFFFF | #CE1126 | #CE1126 | #CE1126 | #CE1126 |

## Cerimònies civils

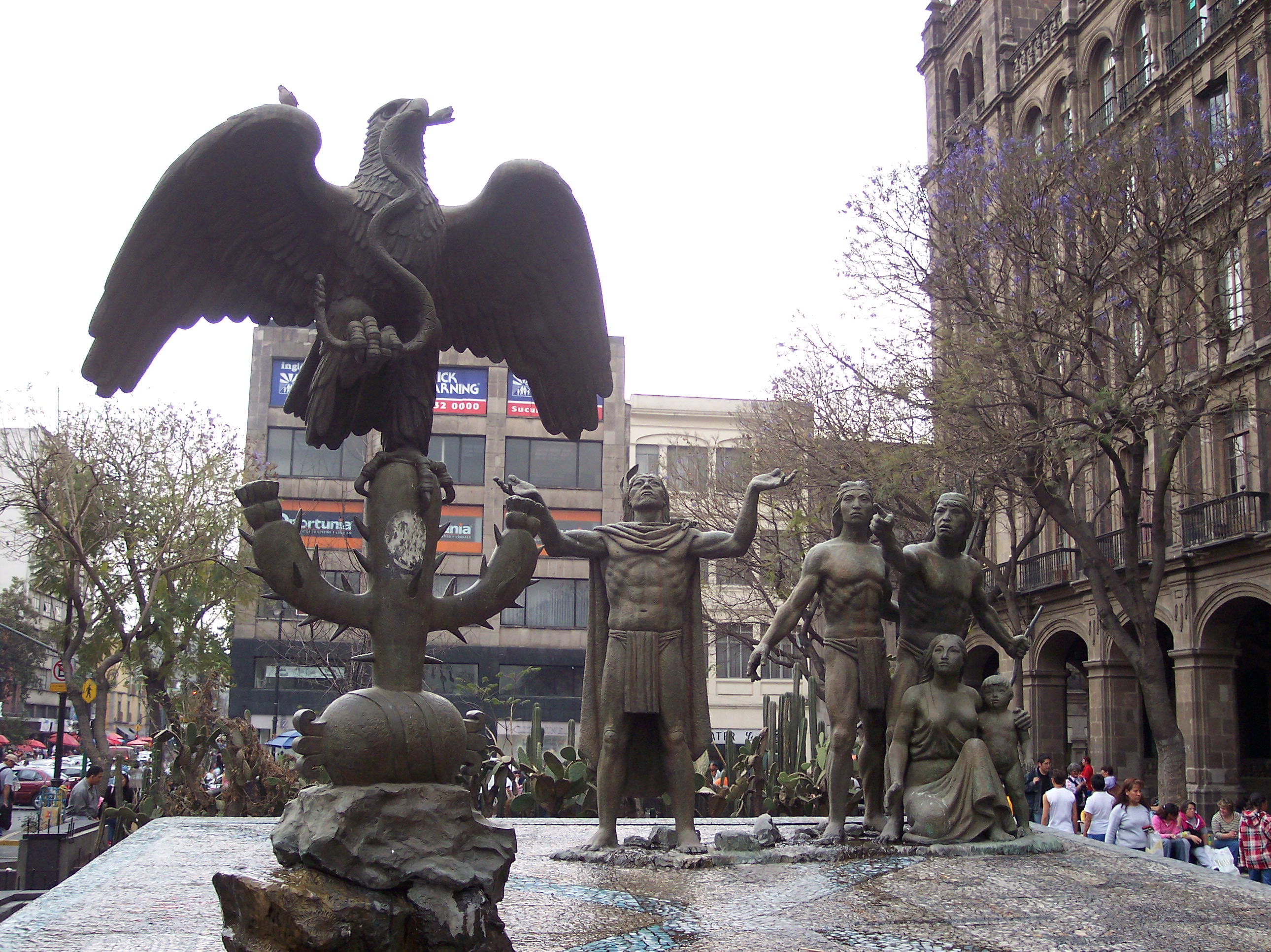
Escultura.

Les cançons a la bandera de Mèxic són cantades en la diada de la bandera, el 24 de febrer, des de 1937, segons el decret de president Lázaro Cárdenas.
| El Juramento à la Bandera |
| ¡Bandera de México! Legado de nuestros héroes, símbolo de la unidad de nuestros padres y nuestros hermanos. Te prometemos ser siempre fieles a los principios de libertad y de justicia que hacen de nuestra patria la nación independiente, humana y generosa a la que entregamos nuestra existencia. |

| Traducció: Jurament a la Bandera |
| Bandera de Mèxic! Llegat dels nostres herois, símbol de la unitat dels nostres pares i els nostres germans. Et prometem ser sempre fidels als principis de llibertat i de justícia que fan de la nostra pàtria la nació independent, humana i generosa a la qual lliurem la nostra existència. |

| El Toque de Bandera |
| Se levanta en el mástil mi bandera, como un sol entre céfiros y trinos, muy adentro en el templo de mi veneración, oigo y siento contento latir mi corazón. Es mi bandera, la enseña nacional, son estas notas su cántico marcial. Desde niños sabremos venerarla. Y también por su amor, ¡vivir! Almo y sacro pendón que en nuestro anhelo como rayo de luz se eleva al cielo, inundando a través de su lienzo tricolor, inmortal nuestro ser de fervor y patrio ardor. Es mi bandera, la enseña nacional, son estas notas su cántico marcial. Desde niños sabremos venerarla Y también por su amor, ¡vivir! |

| Traducció: El toc de Bandera |
| S'aixeca en el masteler la meva bandera, com un sol entre zèfirs i refilets, molt endins en el temple de la meva veneració, escolto i sento content bategar el meu cor. És la meva bandera, l'ensenya nacional, són aquestes notes el seu càntic marcial. Des de nens sabrem venerar-la. I també pel seu amor, viure! Venerable i sacre pendó que en el nostre anhel, com a raig de llum s'eleva al cel, inundant a través del seu llenç tricolor, immortal nostre ser de fervor i patriòtic cremor. És la meva bandera, l'ensenya nacional, són aquestes notes el seu càntic marcial. Des de nens sabrem venerar-la. I també pel seu amor, viure! |

## Cronologia
| Mèxic No Independent Amèrica Septentrional - Nova Espanya - Amèrica Mexicà América Septentrional - Nueva España - América Mexicana 1535 — 1821                                           | |                                                              |                                                                            |
| Data d'adopcióOrganització | Promulgada | Bandera                                                      | Descripció                                                                 |

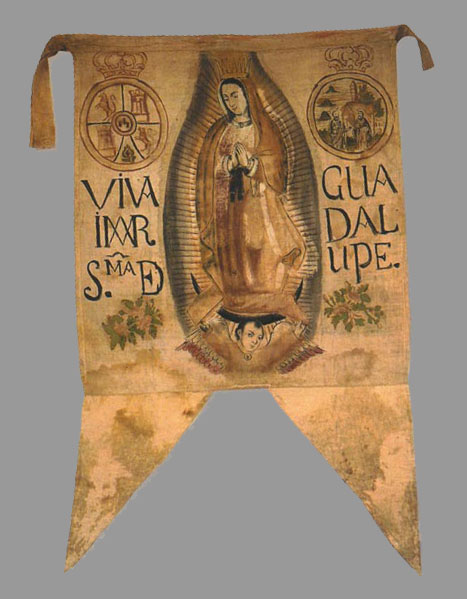
Estendard de la Verge de Guadalupe usat durant la guerra d'independència en 1810 pel sacerdot Miguel Hidalgo y Costilla.

| 17 Abril 1535Monarquia | 17 Abril 1535 – 25 Noviembre 1550 Antonio de Mendoza Virrei 29 Abril 1783 - 3 Novembre 1784 Matías de Gálvez y Gallardo Virrei | Virregnat de Nova Espanya                                    | Virregnat de Nova Espanya                                                  |
| 1785 - 1821Monarquia | Bernardo de Gálvez y Madrid Virrei 21 Juliol 1821 - 28 Setembre 1821 Juan O'Donojú y O'Rian Virrei                             | Imperi espanyol                                              | Virregnat de Nova Espanya                                                  |
| Mèxic Independent Nació Mexicà - Imperi Mexicà - República Mexicà - Estats Units Mexicans Nación Mexicana - Imperio Mexicano - República Mexicana - Estados Unidos Mexicanos 1821 — 2025 | |                                                              |                                                                            |
| Data d'adopcióOrganització | Promulgada | Bandera                                                      | Descripció                                                                 |
| 24 Febrer 1821Junta Provisional Governativa | Agustín Iturbide Realista Vicente Ramón Guerrero Insurgent                                                                     | Bandera de les Tres Garanties                                | Bandera de les Tres Garanties Dissenyat per Magdaleno Ocampo               |
| 24 Agost 1821Junta Provisional Governativa | Agustin Iturbide President de la Regència                                                                                      | Bandera del govern d'Iturbide                                | Bandera del govern d'Iturbide. Dissenyat per Agustin Iturbide              |
| 2 Noviembre 1821Junta Provisional Governativa | Agustín de Iturbide Emperador José Manuel de Herrera Primer Ministre                                                           | Bandera de l'Imperi Mexicà                                   | Bandera de l'Imperi Mexicà Dissenyat per Agustin Iturbide                  |
| Independència - Religió - Unió | |                                                              |                                                                            |
| 14 Abril 1823Congrés Constituent | 10 Octubre 1824 – 1 Abril 1829 Guadalupe Victoria President 21 Gener 1858 - 28 Desembre 1862 Félix María Zuloaga President     | Bandera del congrés constitucional                           | Bandera de la República Mexicà Dissenyat per Congrés constitucional        |
| Govern Executiu 10 Octubre 1824 - 15 Maig 1867Guerra de Reforma 21 Gener 1858 - 28 Dessembre 1862                                                                                        | Govern Executiu 10 Octubre 1824 - 15 Maig 1867Guerra de Reforma 21 Gener 1858 - 28 Dessembre 1862                              | Regència del Segon Imperi 11 Juliol 1863 - 18 Noviembre 1863 | Regència del Segon Imperi 11 Juliol 1863 - 18 Noviembre 1863               |
| 15 Juliol 1864Congrés Constituent | Maximilià I de Mèxic Emperor Juan Nepomuceno Almonte Primer Ministre                                                           | Bandera del segon Imperi                                     | Bandera del segon Imperi Dissenyat per Maximilià d'Habsburg                |
| Esperança - Puresa - Religió | |                                                              |                                                                            |
| 19 Juny 1867Govern Executiu | Benito Pablo Juárez García President                                                                                           | Bandera del congrés constitucional                           | Bandera de la República Mexicà Dissenyat per Congrés constitucional        |
| 1 Abril 1893Govern Executiu | José de la Cruz Porfirio Díaz President                                                                                        | Bandera de 1893 a 1916                                       | Bandera de la República Mexicà Dissenyat per Tomas de la Peña              |
| 20 Setembre 1916Govern Executiu | Venustiano Carranza Garza President                                                                                            | Bandera dels Estats Units Mexicans                           | Bandera dels Estats Units Mexicans Dissenyat per Antonio Gómez             |
| 5 Febrer 1934Govern Executiu | Abelardo Rodríguez Luján President                                                                                             | Bandera (1934-1968)                                          | Bandera dels Estats Units Mexicans Dissenyat per Jorge Enciso              |
| 16 Setembre 1968Govern Executiu | Gustavo Díaz Ordaz President                                                                                                   | Mèxic                                                        | Bandera dels Estats Units Mexicans Dissenyat per Francisco Eppens Helguera |
| Esperança - Unió - Sang d'Herois | |                                                              |                                                                            |

### Altres banderes
Aquestes banderes van ser dissenyades per intimidar a l'enemic i com a identificació. Aquestes banderes temporals van ser considerades sense documentació formal per al seu ús nacional. Aquestes banderes són: Bandera de Francisco I. Madero (9 febrer 1913), Bandera de Doliente Hidalgo (2 gener 1812), Bandera de José María Morelos y Pavón, Bandera de Francisco Vil·la, Bandera del batalló de Siera, Bandera del batalló de Jalisco, Bandera del batalló de Puebla, Bandera del batalló de Artillería, Oaxaca Battalion, Toluca Battalion, Bandera del batalló de Chihuahua, Bandera del batalló de Durango, Bandera del batalló de San Lorenzo, Bandera del batalló de Lanceros, Bandera del batalló de San Luis Potosí, Bandera del batalló de Aguascalientes, Bandera del batalló de Galeana (22 maig 1864), Bandera del batalló de San Blas (24 Setembre 1846), Bandera del batalló de 3 Vil·les, Bandera del batalló de Milicias, Bandera del batalló de Remixto, Bandera del batalló de Quautla, Bandera de 201 Squadron.
En honor de Jon Riley i dels membres del Batalló de Sant Patrici, la bandera de Mèxic oneja al centre de la ciutat de Clifden.

## Banderes gegants

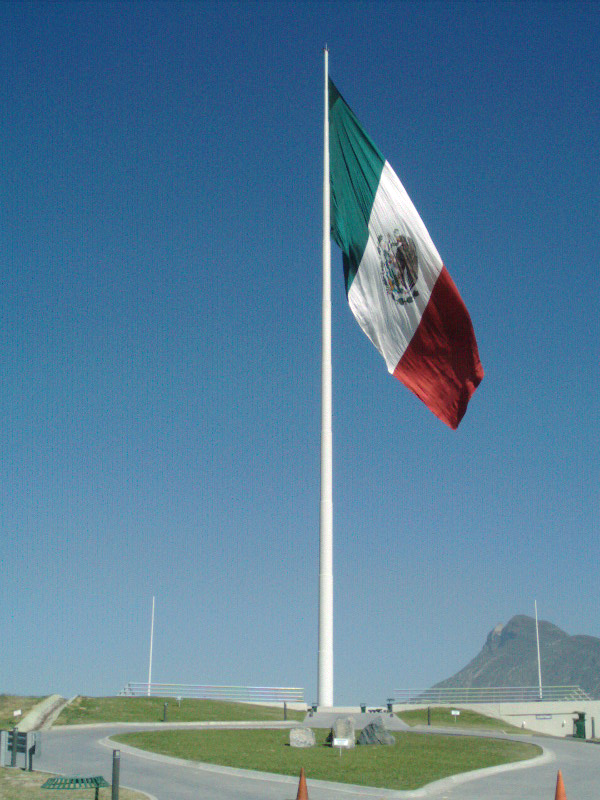
Bandera gegant, Nuevo León.

El President de Mèxic, Ernesto Zedillo, va fer construir banderes gegants al país. El programa va ser dirigit per la Secretaria de la Defensa Nacional, que va erigir banderes gegants a diverses ciutats i llocs d'alt significat històric per a la nació. En un decret publicat l'1 de juliol de 1999 pel President Zedillo, s'estipulava que les primeres banderes haurien de ser localitzades en la Ciutat de Mèxic, Tijuana, Ciutat Juárez i Veracruz. El decret també deia que les mesures de les banderes deurien ser 14,3 metres per 25 metres sobre astes de 50 metres d'alt. Després altres ciutats com ara Ancorada, Nuevo Laredo i Cancun van fer les seves banderes. Actualment existeixen moltes banderes gegants en tot el territori de Mèxic.
Algunes ciutats amb banderes gegants;
1. Tehuehue, Iguala, Guerrero (110 m)[3]
2. Centro Histórico Ciutat de Mèxic (100 m)
3. Campo Militar Marte, base militar Ciutat de Mèxic (100 m)
4. Cancun, Quintana Roo (100 m)[4]
5. Dolores Hidalgo, Guanajuato (100 m).
6. El Chamizal, Ciutat Juárez (100 m)
7. Ensenada (municipi de la Baixa Califòrnia) (100 m)
8. Heroico Colegio Militar, Ciutat de Mèxic. (100 m)
9. Monterrey, Nuevo León (100 m)
10. Nuevo Laredo, Tamaulipas (100 m)
11. Parque El Palomar, Chihuahua (100 m)
12. San Jerónimo Ciutat de Mèxic (100 m)
13. Tijuana, Baixa Califòrnia (100 m)